# Montsuzain
Montsuzain és un municipi francès situat al departament de l'Aube i a la regió del Gran Est. L'any 2007 tenia 335 habitants.

## Demografia

### Població
El 2007 la població de fet de Montsuzain era de 335 persones. Hi havia 136 famílies de les quals 28 eren unipersonals (20 homes vivint sols i 8 dones vivint soles), 40 parelles sense fills, 52 parelles amb fills i 16 famílies monoparentals amb fills.
La població ha evolucionat segons el següent gràfic:
Habitants censats

### Habitatges
El 2007 hi havia 143 habitatges, 135 eren l'habitatge principal de la família, 4 eren segones residències i 4 estaven desocupats. 141 eren cases i 1 era un apartament. Dels 135 habitatges principals, 114 estaven ocupats pels seus propietaris, 15 estaven llogats i ocupats pels llogaters i 6 estaven cedits a títol gratuït; 3 tenien dues cambres, 10 en tenien tres, 38 en tenien quatre i 84 en tenien cinc o més. 118 habitatges disposaven pel capbaix d'una plaça de pàrquing. A 46 habitatges hi havia un automòbil i a 79 n'hi havia dos o més.

### Piràmide de població
La piràmide de població per edats i sexe el 2009 era:
| Homes | Edats   | Dones |
| ----- | ------- | ----- |
| 0     | 95 o +  | 0     |
| 0     | 90 a 94 | 0     |
| 0     | 85 a 89 | 8     |
| 8     | 80 a 84 | 8     |
| 0     | 75 a 79 | 4     |
| 4     | 70 a 74 | 4     |
| 12    | 65 a 69 | 0     |
| 16    | 60 a 64 | 4     |
| 0     | 55 a 59 | 0     |
| 4     | 50 a 54 | 8     |
| 12    | 45 a 49 | 4     |
| 4     | 40 a 44 | 8     |
| 8     | 35 a 39 | 8     |
| 32    | 30 a 34 | 24    |
| 4     | 25 a 29 | 12    |
| 8     | 20 a 24 | 0     |
| 4     | 15 a 19 | 0     |
| 4     | 10 a 14 | 4     |
| 8     | 5 a 9   | 24    |
| 12    | 0 a 4   | 24    |

## Economia
El 2007 la població en edat de treballar era de 216 persones, 170 eren actives i 46 eren inactives. De les 170 persones actives 158 estaven ocupades (90 homes i 68 dones) i 12 estaven aturades (6 homes i 6 dones). De les 46 persones inactives 16 estaven jubilades, 13 estaven estudiant i 17 estaven classificades com a «altres inactius».

### Ingressos
El 2009 a Montsuzain hi havia 140 unitats fiscals que integraven 373 persones, la mediana anual d'ingressos fiscals per persona era de 18.565 €.

### Activitats econòmiques
Dels 14 establiments que hi havia el 2007, 4 eren d'empreses extractives, 2 d'empreses de fabricació d'altres productes industrials, 1 d'una empresa de construcció, 1 d'una empresa de comerç i reparació d'automòbils, 1 d'una empresa financera i 5 d'empreses de serveis.
L'únic servei als particulars que hi havia el 2009 era una empresa de construcció.
L'any 2000 a Montsuzain hi havia 18 explotacions agrícoles que ocupaven un total de 1.305 hectàrees.

## Equipaments sanitaris i escolars
El 2009 hi havia una escola elemental integrada dins d'un grup escolar amb les comunes properes formant una escola dispersa.

## Poblacions més properes
El següent diagrama mostra les poblacions més properes.